# Fighter (песма)
Fighter је песма луксембуршке кантауторке, рођене у Израелу, Тали Голергант. Песма представља Луксембург на такмичењу за Песму Евровизије 2024. године. У питању је први наступ Луксембурга на такмичењу после много времена, земља се последњи пут такмичила 1993. године.
Fighter су компоновали Ана Цимер, Дарио Фаини и Манон Ромити, а текст за песму написали су Зимер, Ромити и Силвио Лисабон.
Упоредо са објављивањем финалне верзије песме, истог дана је објављен и пратећи музички спот. Такође је 24. априла објавила акустични снимак песме на званичном Јутјуб каналу Песме Евровизије. Луксембуршки емитер РТЛ је 12. маја 2023. званично објавио своју намеру да се такмичи на Песми Евровизије 2024, након 32 године. РТЛ је организовао финале са осам песама, како би одабрао свог представника за 2024. годину.
Као резултат победе, Тали је добила право да представља Луксембург на Песми Евровизије 2024. Такмичење за Песму Евровизије 2024. одржаће се у Малмеу у Шведској и састојаће се од два полуфинала која ће се одржати 7. и 9. маја и финала 11. маја 2024. године. Луксембург је извучен да се такмичи у првом полуфиналу. За наступ на Евровизији задужен је украјински редитељ Герман Ненов.